# کنتارو کاواتسو
کنتارو کاواتسو (به انگلیسی: Kentaro Kawatsu) (زادهٔ ۲۶ سپتامبر ۱۹۱۵) شناگر اهل ژاپن است.